# 바니쉬
바니쉬(varnish)는 상아질과 치수의 보호를 위해 영구 수복재제의 충전 전에 와동 내면에 바르는 용액 이장재로 손톱에 바르는 매니큐어와 유사한 성질을 갖고 있다. 천연수지 또는 합성수지를 아세톤, 알코올과 같은 용매에 녹여서 만든다. 바니쉬를 와동에 적용 후 건조시키면 용매가 소실되고 얇은 보호막이 남게 된다. 주로 10% 코펄(copal) 수지를 용매에 녹인 copalite™라는 제품이 임상에서 사용된다. 와동 내면에 도포한 바니쉬는 2~5μm 두께의 얇은 막을 형성해 상아세관의 입구를 폐쇄, 와동과 수복물 사이의 틈을 밀폐함으로써 보호막의 역할을 한다.

## 기능
- 산성의 화학물질이 상아세관으로 침투하지 않도록 차단한다.
- 수복물 주위의 변연 미세 누출을 감소시킨다.
- 아말감 충전 시 상아질이 착색되는 것을 방지한다.

## 주의사항
- 소수성이 있기 때문에 최소한 2회 이상 반복 도포하여 와동 내면에 골고루 발라야 한다.
- 뚜껑을 잘 닫아 두지 않거나 시간이 오래 지나면 용액의 증발로 점도가 진해져 변연 누출을 증가시키게 된다.[3]
- 농도가 진해지면 희석제를 섞어서 사용한다.